# Begoña Gumucio
Begoña Gumucio Jaras (Santiago, 14 de enero de 1992) es una velerista chilena. Dentro de su trayectoria deportiva, destaca su participación en los Juegos Olímpicos de Río de Janeiro 2016, donde participó representando a Chile en la clase 49er FX junto a su hermana Arantza Gumucio. 

## Vida personal
Gumucio es originaria del balneario de Algarrobo, donde reside actualmente. Descubrió el gusto por la navegación desde niña, aunque fue la motivación de su madre la que la llevó a navegar de manera deportiva junto a su hermana mayor.
Además de practicar este deporte, Begoña estudió ingeniería civil.

## Carrera deportiva

### Entrenamiento
Durante el año, el entrenamiento deportivo de Gumucio se divide entre Algarrobo, donde trabaja en su barco, y la ciudad de Santiago, donde es dirigida por el preparador físico Carlos Cardemil. La navegación, en cambio, la practica en diferentes partes del mundo.

### Desempeño
Junto a su hermana mayor, Begoña comenzó a tener mayor visibilidad deportiva a partir del año 2015, cuando compitieron juntas en los Juegos Panamericanos de 2015, donde obtuvieron el quinto lugar en su disciplina. En enero de 2016, luego de participar en la Copa del Mundo de Vela realizada en Miami, obtuvieron la clasificación para representar a Chile en los Juegos Olímpicos de Río de Janeiro 2016, formando parte de los 9 chilenos seleccionados para competir en esta disciplina. 
En esa instancia, ambas hermanas quedaron en el 18.º lugar, no logrando su objetivo de alcanzar los top 10 de su categoría.